# Gymnomyces rolfalexii
Gymnomyces rolfalexii är en svampart som beskrevs av Trappe, T. Lebel & Castellano 2002. Gymnomyces rolfalexii ingår i släktet Gymnomyces och familjen kremlor och riskor.   Inga underarter finns listade i Catalogue of Life.